# 4 Virginis
4 Virginis är en vit stjärna i huvudserien i Jungfruns stjärnbild.
Stjärnan har visuell magnitud +5,32 och är väl synlig för blotta ögat vid god seeing. Den befinner sig på ett avstånd av ungefär 195 ljusår.